# Sandiás
Sandiás ist eine Gemeinde in der spanischen Provinz Ourense der Autonomen Region Galicien.

## Bevölkerungsentwicklung der Gemeinde
Legende: Sandianes___Sandiás

Quelle:INE-Archiv – grafische Aufarbeitung für Wikipedia

## Gemeindegliederung
Die Gemeinde Sandiás ist in drei Parroquias gegliedert:
| Parroquias       | Patrozinium  | Einwohner 2024 | Fläche km² | Dichte Einw./km² | Höhe msnm | Ortskennzahl |
| ---------------- | ------------ | -------------- | ---------- | ---------------- | --------- | ------------ |
| Couso de Limia   | Santa María  | 396            | 17,57      | 23               | 638       | 32077010000  |
| Piñeira de Arcos | San Xoán     | 356            | 16,66      | 21               | 635       | 32077020000  |
| Sandiás          | Santo Estevo | 382            | 18,61      | 21               | 644       | 32077030000  |

## Wirtschaft
| Ackerbau, Viehzucht und Fischerei                                                  | 061 | 017,04 |
| Industrie                                                                          | 066 | 018,44 |
| Bauwirtschaft                                                                      | 032 | 08,94  |
| Dienstleistungsbetriebe                                                            | 199 | 055,59 |
| Total                                                                              | 358 | 100,00 |
| * Daten aus dem Statistischen Amt für Wirtschaftliche Entwicklung in Galicien, IGE |     |        |